# 康布罗纳林荫道
康布罗纳林荫道（Cours Cambronne）是位于南特的一条林荫道，曾用名亨利四世林荫道（Cours Henri IV）和拿破仑林荫道（Cours Napoléon），兴建于1791年，连接格拉斯兰广场 和拉佛斯滨河路（quai de la Fosse）。
林荫道的两端设有铁门，两侧为成排相同的建筑物。
在林荫道的中心，矗立着一尊皮埃尔·康布罗纳的雕像（1848年），还有南特五个华莱士喷泉中的一个。